# Wellhausen & Marquardt Medien
Wellhausen & Marquardt Medien ist ein Verlag im Special Interest-Segment mit dem Schwerpunkt Hobby & Freizeit.

## Geschichte
1998 gründeten Tom Wellhausen und Sebastian Marquardt nebenberuflich Trucks & Details, ein Magazin für ferngesteuerte Modell-LKWs. Ende 1999 gab zunächst Marquardt seine freiberufliche Tätigkeit als Journalist auf, Anfang 2000 wechselte Wellhausen vom Angestellten-Verhältnis im Bauer-Verlag in die Selbstständigkeit. Es folgten weitere Zeitschriftengründungen im Modellbau-Bereich und es wurden Titel aus den Segmenten Drachensport (2000 und 2006), Puppen und Teddybären (2009 und 2010) hinzugekauft.
Der Verlag gibt mit etwa 20 fest angestellten Mitarbeitern sowie 400 Autoren 9 Kiosk-Magazine sowie zahlreiche Sonderpublikationen heraus, produziert eine Verbandszeitschrift und betreibt zirka 30 Internet-Präsenzen rund um die Themen der Hefte und Bücher. Durch Übernahme von Teilbereichen des Duisburger Verlagshauses Wohlfarth 2010 gehört ein umfangreiches Buchprogramm mit Puppen- und Teddy-Literatur zum Angebot. Darüber hinaus bietet das Unternehmen seit seiner Gründung PR-Arbeit für Dritte sowie Verlagsdienstleistungen an.
Seit 2012 veranstaltet der Verlag die Messe Teddybär total.

## Titel
Diese Zeitschriften erscheinen bei Wellhausen & Marquardt (Jahr der Gründung/Übernahme):
- Trucks & Details (1998)
- Cars & Details (2000 bis 2019)
- Kite & friends (2000)
- Modellflieger (2001)
- Rad & Kette (2001 bis 2022[2])
- Modell Aviator (2005 bis 2019), seit Anfang 2018 inklusive RC-Heli-Action (2007)
- Dolls Puppen (2009), nach Fusion inzwischen PUPPEN & Spielzeug
- Teddys kreativ (2009)
- Drones (2017, vorher nur digital als rc-drones [2015])
- Schiffsmodell (2016)
- Brot (2017)
- Brot pro (2018)
- Flugmodell (2019), mit Modell Aviator fusioniert
- Speisekammer (2019)
- Einfach Pizza (2023)

## Veranstaltungen
- Teddybär total (seit 2012)
- Internationaler Puppenfrühling (2015 bis 2018)